# 小店区
小店区（しょうてん-く）は中華人民共和国山西省太原市に位置する市轄区。

## 行政区画
- 街道:塢城街道、営盤街道、北営街道、平陽路街道、黄陵街道、小店街道、竜城街道
- 鎮:北格鎮
- 郷:西温荘郷、劉家堡郷